# Ларс Улрих
Ларс Улрих (енгл. Lars Ulrich; Гентофте, 26. децембар 1963) је бубњар и један од оснивача америчког хеви метал састава Металика од 1983. године. Као млади тенисер, у својој седамнаестој години, сели се у Лос Анђелес како би унапредио свој тренинг. Ипак, уместо тениса се у потпуности окреће музици. Објавивши оглас у локалним новинама, Ларс упознаје Џејмса Хетфилда и са њим оснива један од највећих бендова на свету - Металику.
Посебно је волео да слуша групе попут: Дип перплa, Дајмондхедa, Ајрон мејденa. Отац му је био професионални тенисер и признати џез музичар.
У Европи провео је три месеца као роуди на турнеји са Дајмондхедом. Написао је музику за готово све Металикине песме.